# 浙江大学学报
《浙江大学学报》分为多个子刊独立发行，包括《浙江大学学报（英文版）A辑：应用物理与工程》，《浙江大学学报（英文版）B辑：生物医学与生物技术》，《信息与电子工程前沿》，《浙江大学学报（人文社会科学版）》，《浙江大学学报（理学版）》，《浙江大学学报（工学版）》，《浙江大学学报（农业与生命科学版）》，《浙江大学学报（医学版）》。
《浙江大学学报A辑（应用物理与工程）（英文版）》创刊于2000年，是中国大陆工程科技类刊物，编辑部位于浙江省杭州市。此刊物由浙江大学主办。
《浙江大学学报A辑（应用物理与工程）（英文版）》在2018年被中华人民共和国国家新闻出版广电总局新闻报刊司评为2017年全国“百强报刊”。